# Harrisonburg, Virginia

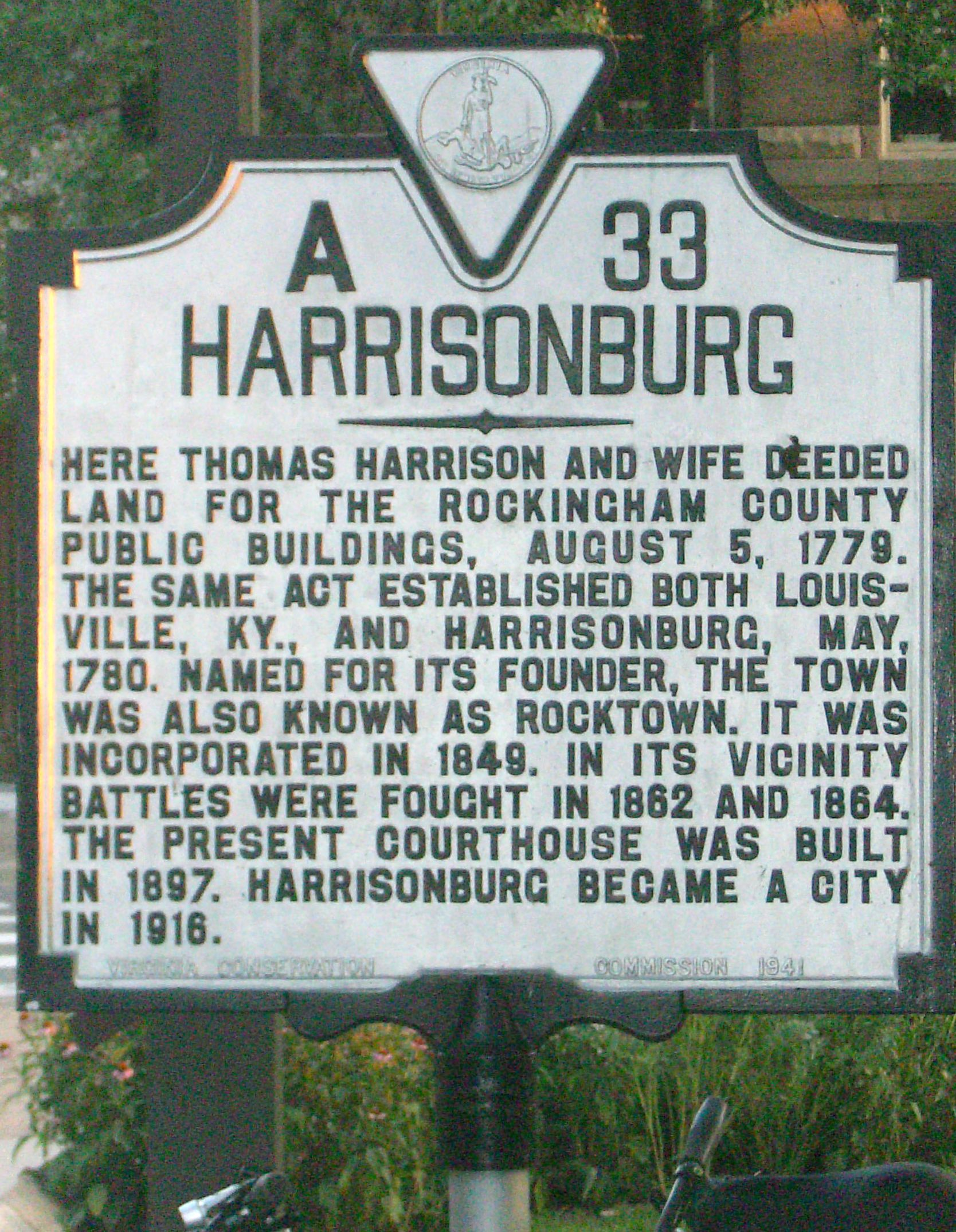
Historisk skylt

Harrisonburg är en stad (independent city) och countyfritt område i den amerikanska delstaten Virginia med en folkmängd som enligt United States Census Bureau uppgår till 48 914 invånare (2010). Trots att Harrisonburg är countyfritt fungerar staden som administrativ huvudort i omkringliggande Rockingham County. Harrisonburg är säte för James Madison University och Eastern Mennonite University.

## Kända personer från Harrisonburg
- Samuel B. Avis, politiker
- Maggie Stiefvater, författare